# Головфінтех
Головфінтех (Головний проектно-виробничий і сервісний центр комп’ютерних фінансових технологій Міністерства Фінансів України) — державне підприємство, що належить до сфери управління Міністерства фінансів України.

## Діяльність
Головфінтех забезпечує розпорядників державних коштів послугами з розробки, впровадження та супроводження інформаційно-аналітичних систем та програмно-технічних комплексів.

### Програмні продукти
Головфінтех є інтегратором багатьох програмних продуктів. Серед них найбільш відомими є:
- АС-Зарплата, що використовується для нарахування зарплати у бюджетних установах
- АІС "Місцеві бюджети", що використовується для складання бюджетів різних рівнів

### Спеціальні повноваження
15 вересня 2015 року Головфінтех уповноважено бути адміністратором Єдиного вебпорталу використання публічних коштів.
11 лютого 2016 року Головфінтех визначено адміністратором Аналітично-інформаційної платформи електронної верифікації та моніторингу. На базі створюваної інформаційної системи буде проводитися перевірка реального доходу громадян, які претендують на соціальні виплати.

## Історія
1 січня 1976 наказом Міністерства фінансів УРСР з метою удосконалення організації та методів розробки Державного бюджету УРСР та впровадження автоматизованої системи фінансових розрахунків (АСФР) створено інформаційно-обчислювальний центр Міністерства фінансів.
Інформаційно-обчислювальний центр запрацював у грудні 1975 року, коли була введена в експлуатацію електронно-обчислювальна машина ЄС-1020. В 1980-1982 роках введені в експлуатацію дві ЄС-1033, а у 1986 році — ЄС-1045. З 1989 року Міністерство фінансів та ІОЦ оснащуються персональними електронно-обчислювальними машинами.
14 серпня 1995 року обчислювальний центр реорганізовано у державне підприємство Головфінтех.
Першим директором ІОЦ був призначений Іващенко Борис Андрійович. З жовтня 1977 р. до 1995 р. директором працював Маслюк Григорій Федорович. Директорами Головфінтех працювали Сафоненко Віктор Давидович, Шевченко Сергій Семенович, Семирга Михайло Іванович. Із 15 листопада 2016 року директором за контрактом призначений Жердєв Євген Вікторович.